# Domination par les coûts
 (octobre 2024).

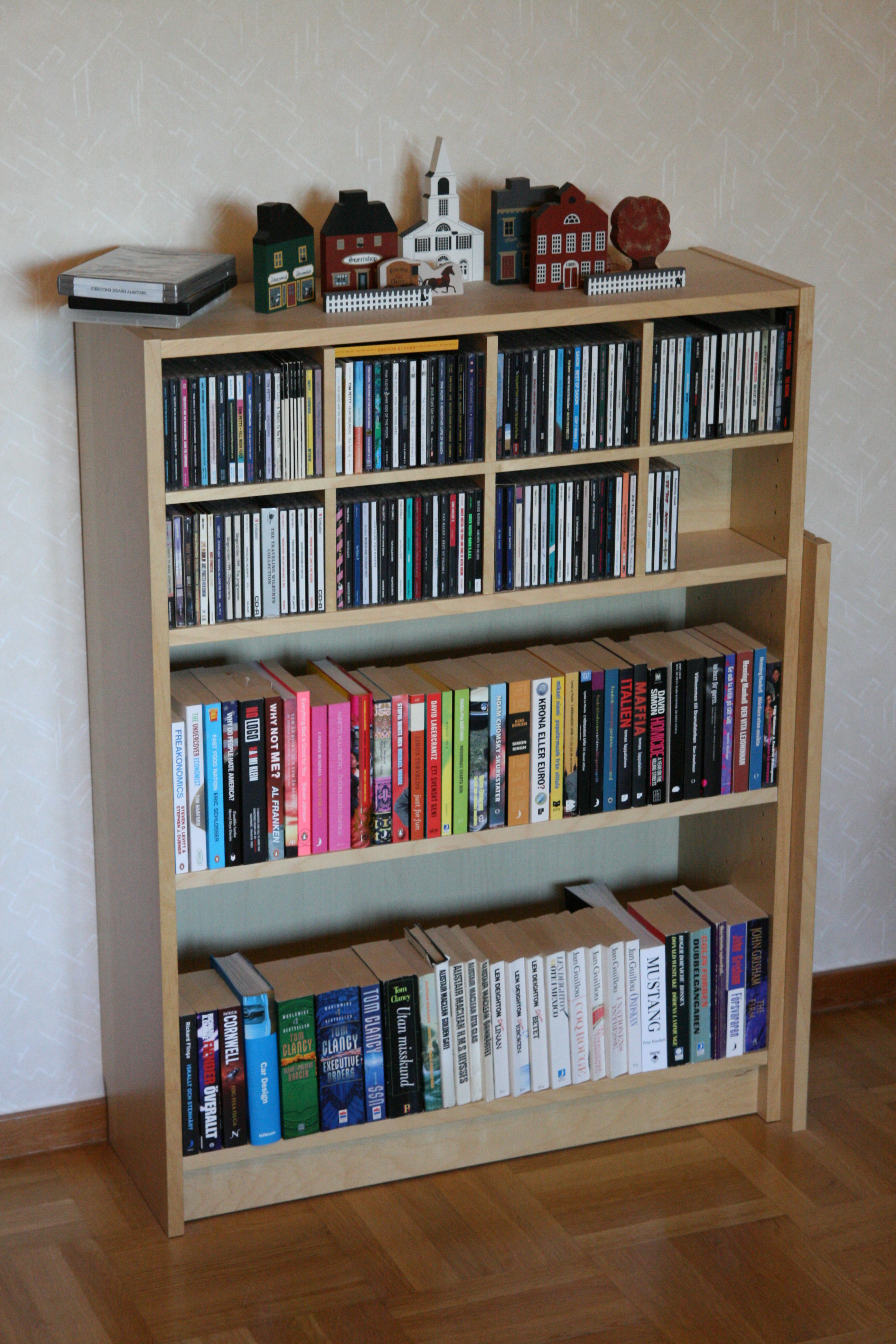
Bibliothèque Billy. 60 millions d'exemplaires.

La domination par les coûts est une des trois stratégies compétitives de base d'un domaine d'activité stratégique (DAS), consistant à proposer une offre dont le coût est inférieur à celui des concurrents, ce qui permet de réduire les prix et donc d'accroître la part de marché.
Il est important de noter que si la méthode de réduction des coûts utilisée est imitable par les concurrents, elle ne procure pas de véritable avantage.
La réduction de coût s'obtient par exemple en optimisant les différentes étapes de la chaîne de valeur, en s'appuyant sur l'effet d'expérience (baisse du coût unitaire marginal avec l'augmentation du volume cumulé de production, obtenue notamment par les économies d'échelle ou l'effet d'apprentissage) ou en jouant sur la taille afin de mieux négocier auprès des fournisseurs, sur une innovation de rupture, un nouveau modèle économique, etc.
Lorsqu'elle s'appuie sur l'effet d'expérience, la stratégie de domination par les coûts est appelée stratégie de volume.
Le concept a été initié par Michael Porter en 1982. Les deux autres concepts de Porter sont la focalisation et la différenciation. 